# シンクロオンチ!
『シンクロオンチ!』は、きらによる日本の漫画作品。2002年から『YOU』及び『別冊YOU』（集英社）に連載されていた。

## 概要
初出は『YOU』2002年11号。以後、同誌に連載されたが、2003年以降、『GENJI 源氏物語』『パティスリーMON』などの作品を連載したため、連載が不定期化。2007年以降は年1、2話程度の発表となっている。単行本はクイーンズコミックスユーから既刊5巻。

## あらすじ
スイミングクラブに通うたま子は、イケメンの男性コーチ・鎌田に誘われ、シンクロナイズドスイミングを始める。鎌田の厳しい指導の下、大会に出場するなど自信を深めていくたま子。次第に鎌田に恋心を募らせ、彼が移籍したスイミングクラブに鎌田を追っていく。

## 主な登場人物
松 たま子（まつ たまこ）
26歳のOL。痩せようと通い始めたスイミングクラブで鎌田に誘われ、シンクロナイズドスイミングを始める。昔からイケメンにめっきり弱い「いい男アレルギー」体質で、鎌田に恋心を抱く。「羽夢」と名づけたハムスターがペット。
鎌田（かまた）
シンクロナイズドスイミングのコーチ。イケメンで、にこやかに生徒を勧誘するが指導は厳しい。
トミ子
たま子の友人。同じスイミングクラブに通う。小学校時代からの同級生で、同じ水泳部の仲間だった。現在は通信講座マニアの主婦。

## 書誌情報
- きら 『シンクロオンチ！』 集英社〈クイーンズコミックスユー〉、既刊5巻[1]
  1. 2002年10月18日発売、ISBN 4-08-865095-6
  2. 2003年5月19日発売、ISBN 4-08-865127-8
  3. 2004年3月19日発売、ISBN 4-08-865190-1
  4. 2006年4月19日発売、ISBN 4-08-865334-3
  5. 2009年8月19日発売、ISBN 978-4-08-865548-2